# Piragüismo en los Juegos Olímpicos de Londres 2012 – K-4 500 metros femenino
La prueba K-4 500 metros femenino de piragüismo en los Juegos Olímpicos de Londres 2012, se llevó a cabo entre el 6 al 8 de agosto, en Eton Dorney en Buckinghamshire.

## Horario
Todas las horas están en horario de verano (UTC+1)
| Fecha                          | Tiempo      | Ronda              |
| ------------------------------ | ----------- | ------------------ |
| Lunes, 6 de agosto de 2012     | 10:39 11:51 | Series Semifinales |
| Miércoles, 8 de agosto de 2012 | 10:44       | Finales            |

## Resultados

### Series
El primer bote y el segundo mejor califican para la final, y el resto a la semifinal.

#### Serie 1
| Rank | Kayakista                                                         | País                          | Tiempo   | Notas |
| ---- | ----------------------------------------------------------------- | ----------------------------- | -------- | ----- |
| 1    | Gabriella Szabó Danuta Kozák Katalin Kovács Krisztina Fazekas Zur | Hungría (HUN)                 | 1:35.769 | Q     |
| 2    | Jess Walker Rachel Cawthorn Angela Hannah Louisa Sawers           | Reino Unido (GBR)             | 1:37.355 |       |
| 3    | Marie Delattre Joanne Mayer Sarah Guyot Gabrielle Tuleu           | Francia (FRA)                 | 1:40.022 |       |
| 4    | Yu Lamei Li Zhangli Ren Wenjun Liu Haiping                        | República Popular China (CHN) | 1:40.661 |       |
| 5    | Antonija Panda Antonija Nađ Renata Major-Kubik Marta Tibor        | Serbia (SRB)                  | 1:40.756 |       |
| 6    | Rach Lovell Hannah Davis Jo Brigden-Jones Lyndsie Fogarty         | Australia (AUS)               | 1:41.794 |       |

#### Serie 2
| Rank | Kayakista                                                            | País              | Tiempo   | Notas |
| ---- | -------------------------------------------------------------------- | ----------------- | -------- | ----- |
| 1    | Carolin Leonhardt Franziska Weber Katrin Wagner-Augustin Tina Dietze | Alemania (GER)    | 1:31.633 | Q     |
| 2    | Teresa Portela Joana Vasconcelos Beatriz Gomes Helena Rodrigues      | Portugal (POR)    | 1:32.785 | Q     |
| 3    | Iryna Pamialova Nadzeya Papok Volha Khudzenka Maryna Pautaran        | Bielorrusia (BLR) | 1:33.676 |       |
| 4    | Yuliana Salakhova Vera Sobetova Natalia Podolskaya Yulia Kachalova   | Rusia (RUS)       | 1:33.680 |       |
| 5    | Marta Walczykiewicz Aneta Konieczna Karolina Naja Beata Mikołajczyk  | Polonia (POL)     | 1:35.843 |       |

### Semifinal
Los primeros cinco califican a la final.
| Rank | Kayakista                                                           | País                          | Tiempo   | Notas |
| ---- | ------------------------------------------------------------------- | ----------------------------- | -------- | ----- |
| 1    | Marta Walczykiewicz Aneta Konieczna Karolina Naja Beata Mikołajczyk | Polonia (POL)                 | 1:30.338 | Q, WB |
| 2    | Iryna Pamialova Nadzeya Papok Volha Khudzenka Maryna Pautaran       | Bielorrusia (BLR)             | 1:30.883 | Q     |
| 3    | Yuliana Salakhova Vera Sobetova Natalia Podolskaya Yulia Kachalova  | Rusia (RUS)                   | 1:31.824 | Q     |
| 4    | Jess Walker Rachel Cawthorn Angela Hannah Louisa Sawers             | Reino Unido (GBR)             | 1:32.550 | Q     |
| 5    | Marie Delattre Joanne Mayer Sarah Guyot Gabrielle Tuleu             | Francia (FRA)                 | 1:33.303 | Q     |
| 6    | Rach Lovell Hannah Davis Jo Brigden-Jones Lyndsie Fogarty           | Australia (AUS)               | 1:33.671 |       |
| 7    | Antonija Panda Antonija Nađ Renata Major-Kubik Marta Tibor          | Serbia (SRB)                  | 1:33.823 |       |
| 8    | Yu Lamei Li Zhangli Ren Wenjun Liu Haiping                          | República Popular China (CHN) | 1:34.004 |       |

### Final
| Rank              | Kayakista                                                            | País              | Tiempo   |
| ----------------- | -------------------------------------------------------------------- | ----------------- | -------- |
| Medalla de oro    | Gabriella Szabó Danuta Kozák Katalin Kovács Krisztina Fazekas Zur    | Hungría (HUN)     | 1:30.827 |
| Medalla de plata  | Carolin Leonhardt Franziska Weber Katrin Wagner-Augustin Tina Dietze | Alemania (GER)    | 1:31.298 |
| Medalla de bronce | Iryna Pamialova Nadzeya Papok Volha Khudzenka Maryna Pautaran        | Bielorrusia (BLR) | 1:31.400 |
| 4                 | Marta Walczykiewicz Aneta Konieczna Karolina Naja Beata Mikołajczyk  | Polonia (POL)     | 1:31.607 |
| 5                 | Jess Walker Rachel Cawthorn Angela Hannah Louisa Sawers              | Reino Unido (GBR) | 1:33.055 |
| 6                 | Teresa Portela Joana Vasconcelos Beatriz Gomes Helena Rodrigues      | Portugal (POR)    | 1:33.453 |
| 7                 | Yuliana Salakhova Vera Sobetova Natalia Podolskaya Yulia Kachalova   | Rusia (RUS)       | 1:33.459 |
| 8                 | Marie Delattre Joanne Mayer Sarah Guyot Gabrielle Tuleu              | Francia (FRA)     | 1:35.299 |